# Immediate Response 2008
Immediate Response («Негайне реагування») — це щорічні навчання у сфері безпеки, які проводяться між США, НАТО та партнерами по коаліції. Це давні навчання під керівництвом Об'єднаного комітету начальників штабів, зосереджені на навчанні оперативної сумісності та співпраці у сфері безпеки на театрі бойових дій, і покликані сприяти взаєморозумінню та співпраці між збройними силами Сполучених Штатів і наших союзників.
З 15 по 31 липня 2008 року на військовій базі Вазіані були проведені чергові навчання спільно збройними силами США та Грузії. Заплановано це було Європейським командуванням США та фінансувалося Міністерством оборони США, вартість їх становила 8 мільйонів доларів США. Брали участь грузинські військовослужбовці загальною кількістю 1630 осіб, зокрема представники Об'єднаного штабу, штабу Сухопутних військ, IV бригади, 41-го та 42-го батальйонів та роти інженерного батальйону. Від США в навчаннях взяли участь 1000 військовослужбовців, у тому числі Армія США в Європі, 3-й батальйон 25-ї морської піхоти, 1-й батальйон 121-го піхотного полку, Національна гвардія армії Джорджії (Атланта, Джорджія) і 5045-й підрозділ підтримки гарнізону. Також у змаганнях з Азербайджану, Вірменії та України брали участь по 10 військовослужбовців.
21 липня президент Грузії Міхеіл Саакашвілі особисто був присутній і звернувся до військовослужбовців зі словами:
«Головним завданням грузинських офіцерів і солдатів є навчання. Ці міжнародні навчання — унікальний випадок, адже ми маємо можливість протягом місяця проводити тренування з представниками найкращої армії світу. Я думаю, що за останні роки ми створили нову військову школу в Грузії. Вірте, що те, чого ви зараз навчилися, залишиться в нашій країні і буде передано майбутнім поколінням. Тому ми маємо тренуватися теоретично і практично, бо це передумова перемоги. Головне — познайомитися з самостійним прийняттям рішень і вільнодумством».

 Ці навчання були проведені менш ніж за місяць до початку війни в Південній Осетії у 2008 році. Майже одночасно Росія провела власні військові навчання на Північному Кавказі (включно з Північною Осетією) під назвою «Кавказький кордон 2008».